# 滙基書院（東九龍）
滙基書院（東九龍）（英語：United Christian College (Kowloon East)）是香港九龍觀塘區一所直資英文中學，屬第一組別（Band 1）中學。
學校由滙基書院有限公司（由興學證基協會、國際宣教會及香港循理會三個機構組成）於2003年9月創立，學校創辦初期屬於高中書院，後來開辦中一至中六。

## 地理位置
滙基書院（東九龍）座落於茶寮坳，鄰近順利邨，在新清水灣道及飛鵝山旁，校舍與近鄰的基督教中國佈道會聖道迦南書院均為後期設計的千禧校舍，並且同時興建，施工承建商是安保工程，於2003年落成，同年9月正式啟用。

## 辦學理念
學校宗旨在對每名學生根據上帝的和聖經的原則成為上帝的完全人。學校相信，如果學生受到適當的教導，每個孩子都是有潛力成功；學校亦相信，通過老師和父母的致力參與學生事務與學生把基督教融入生活，學生就能獲得平衡的發展，擁有有規律的生活方向和目標，建立一個正面的生活體會，為長遠教育打好基礎，為進修打一個堅實基礎，擁有社會責任感，及根據上帝的意志生活。

### 宗教信仰
學校重視推行基督教教育，全校教師、教學助理、職員及助理均為基督徒。全校學生必須修讀聖經科，分為基督教倫理及基督教研究，但中四至中六聖經科並不計GPA。每周日亦設於滙基堂有崇拜。
基督教滙基堂（United Christian Community Church, UCCC）於2004年10月創立，實踐堂校一體化的放牧模式。現設成年崇拜、學生崇拜、兒童崇拜、成人主日學、兒童主日學、家長學堂、康體活動及查經聚會。截至2010年7月，每周約有110位成人和65位學生參加主日聚會。

## 班別及課程
中一入學時，學校於每年級設5班，每班約33人。於中四至中六，每級設3班實行本地課程（即香港中學文憑考試課程），並設2班實行非本地課程IGCSE及GCE A-Level。新高中課程實施後中七級停辦。

### 外語教學
中一至中三學生必須選擇修讀日本語或法語。

### 本地文憑試（DSE）課程
三三四高中教育改革實施後，學校提供合共22項甲類科目，當中4項為核心科目，即中文、英文、數學及通識科/公民與社會發展科。其餘18項為選修科，按中三選修科目調查結果決定開辦班數。

### 非本地GCE A-Level課程
非本地課程於2019年9月推行。選讀非本地課程之學生，中四會被安排修讀文憑試及IGCSE綜合課程，中五及中六時會修讀GCE A-Level課程。

### 「兩測一考」制
為強調學習的連貫性，學校於2019-2020學年起推行「兩測一考」制。過去以學期試分隔的第一、二、三學期（1st, 2nd, 3rd term），改為以統一測驗分隔的秋季、冬季、春季學段（Autumn, Winter, Spring Session）。過往的第一、第二學期成績表由學習進度表取代，分數評級被進度條及學習表現評述取代。初中課程的人文科（中國歷史、歷史、地理）與科學科（生物、化學、物理）繼續沿用模塊制，學生每一學段只會修讀一人文科與一科學科。

## 校園設施

### 新翼綜合大樓
新翼綜合大樓（Student Dormitory and Extension Block）擴建工程於2007年12月8日展開，工程於2009年8月完工。工程費用主要來自辦學團體滙基書院有限公司、基督教滙基堂、家長師生及校外人士。
新翼設有宿舍、飯堂、課室、演講廳、禮拜堂、25米五線室內泳池、健身室等多項設施，期望為學生提供多元化的生活體驗，接待國外交換生進行學術文化交流，並且協助內地傳道人子女接受教育。
綜合大樓前身為足球場，故此在新大樓落成後，足球場與基督教中國佈道會聖道迦南書院共用。

### 宿舍
滙基書院（東九龍）是香港少數設有學校宿舍的中學。隨著新翼綜合大樓於2009年8月完工，學校自2009年9月為中一新生提供住宿體驗。住宿為期一個學段，學生於星期日晚返回宿舍，並於星期五放學後離開宿舍。透過住宿生活與各項宿舍活動，學生將建立有紀律的生活與自理能力，使學生在生、心、靈三方面均有良好發展，並提升學生的社交和溝通技巧、解難能力與合作能力，從而使學生成為多元發展的個體。

### 排球場
2015年，學校將舊稱「紅磚地」的空地改建為排球場。同年設立社制，大部分班際比賽改為社際比賽。

### INNOSPACE
為慶祝滙基書院（東九龍）成立15週年，並推動STEM課程發展，學校將兩間教室（109及109B）合併，改建為一間名為INNOSPACE的STEM教學實驗室。

## 歷任校長
1. 2003年–2014年：杜枝生博士 Dr. David To Chi Shang
2. 2014年–：鄭建德博士 Dr. Samuel Cheng Kin Tak

## 兄弟學校
滙基書院（東九龍）與位於香港島西營盤的救恩學校（小學部）有所聯繫，成績最佳的30%小六學生畢業後，可不需面試直接升讀該校。學校還與外國如澳洲、德國、韓國等一些學校有聯繫，接待學生到當地交流。

## 著名校友
- 黃之鋒：學民思潮創辦人之一
- 林朗彥：學民思潮創辦人之一
- 林淳軒：香港社運人士，前學民思潮成員、香港眾志常委
- 郭海𣿭：有線體育台主持
- 陸煥恆：《衝上雲霄大選》季軍
- 江芷銦：香港女童星
- 廖文信：香港導演、演員， 網上短片製作團隊小薯茄成員，已故演員廖啟智兒子

## 外部連結
- 學校網站 （页面存档备份，存于）
- 基督教滙基堂網站 （页面存档备份，存于）
- 學校 Facebook 專頁 （页面存档备份，存于）
- 學校 eClass 校園綜合平台 （页面存档备份，存于）

22°19′51.12″N 114°13′20.48″E / 22.3308667°N 114.2223556°E